# Síran praseodymitý
Síran praseodymitý (Pr2(SO4)3) je krystalická látka lehce rozpustná ve vodě. Vznikne volnou krystalizací roztoku trojmocného praseodymu nebo jeho oxidu a kyseliny sírové. Běžně tvoří světle zelené monoklinické krystalky oktahydrátu nebo bílé monoklinické krystalky pentahydrátu

## Vlastnosti
Za normálních podmínek je síran praseodymitý stálý. Při zvýšené teplotě (od cca 80 °C výše) postupně ztrácí krystalovou vodu, přičemž vzniká bílý pentahydrát, případně průhledný bezvodý anhydrid.

## Příprava
Krystaly oktahydrátu lze získat volnou krystalizací nasyceného roztoku oxidu praseodymitého rozpuštěného v kyselině sírové. Kyseliny sírové musí být v roztoku raději méně než více, jinak se na povrchu krystalků vytvoří nežádoucí kyselá vrstva. Oxid praseodymitý rychle oxiduje na vzduchu a ve vlhkém prostředí, často se tedy setkáme s oxidem praseodymito-praseodymičitým, který není rozpustný v kyselinách. Ten lze při přípravě síranu redukovat na oxid praseodymitý přidáním silného redukčního činidla, jako např. koncentrovaného hydrazinu nebo peroxidu vodíku.